# ناحیه کووندیکسکی

ناحیه کووندیکسکی (روسی: Куванды́кский райо́н) یک ناحیه اداری (رایون)، یکی از سی و پنج منطقه در استان اورنبورگ روسیه است. مساحت این ناحیه ۶٬۰۰۰ کیلومتر مربع (۲٬۳۰۰ مایل مربع) بوده و مرکز اداری آن شهر کووندیک است (که از نظر اداری بخشی از ناحیه نیست).